# Willem van Beaujeu
Willem van Beaujeu (Frans: Guillaume de Beaujeu) (overleden te Akko, 16 mei 1291) was de 21ste Grootmeester van de Orde van de Tempeliers, van 1273 tot 1291. Hij stamde van een Franse hoogadelijke familie. Margaretha II van Vlaanderen noemde hem haar neef. Op zijn aanraden bevestigde de Vlaamse gravin in 1273 alle rechten en bezittingen van de Tempeliersorde in Vlaanderen. Tijdens de regeerperiode van Willem was hij een doorn in het oog van de kalief van Egypte, die hij met guerrillatactieken provoceerde. Tijdens het Beleg van Akko in 1291 verdedigde Willem samen met zijn tempeliers het laatste bolwerk van het koninkrijk Jeruzalem. Om onduidelijke reden was hen er alles aangelegen om stand te houden; vermoedelijk om religieuze en waardevolle attributen het land uit te smokkelen voordat ze in moslimhanden zouden vallen. Maar op 16 mei sloeg het noodlot voor Willem toe, zijn laatste woorden zouden "Ik loop niet weg, ik ben dood." zijn geweest, waarbij hij naar zijn wond zou hebben verwezen. Hij liet vervolgens zijn zwaard vallen en viel neer. Een maand later zou Akko in handen van de moslims vallen. Hij werd opgevolgd door Thibaud Gaudin.